# Lázár Miklós (író, 1886–1968)
Lázár Miklós, Lederer (Nyíregyháza, 1886. március 22. – Baden bei Wien, 1968. november 15.) magyar újságíró, szerkesztő, országgyűlési képviselő.

## Élete
Apja, Lederer Ignác (1859–1905) gyógyszerész volt, akit Krúdy Gyula is gyakran emlegetett írásaiban, édesanyja Klein Kornélia (1864–1910) volt. A középiskola alsó osztályait szülővárosában végezte, majd családjával a fővárosba költözött. Érettségi után 1905-ben a Magyar Hírlap munkatársa lett, és társadalmi, törvényszéki, rendőri és színházi tudósításokat írt. Elbeszéléseit és verseit főképp A Hét közölte, de több önálló kötete is megjelent. Beutazta Nyugat-Európát, és Londonban a Daily Expressnél dolgozott. Hazatérése után a Pesti Napló munkatársa, utóbb politikai rovatvezetője és vezércikkírója lett. A liberális irányzat követője volt. Az első világháború idején, 1914 és 1917 között haditudósítóként dolgozott. Tudósításai megjelentek a Pesti Napló, Az Est, a Pester Lloyd és a Berliner Tagesblatt című lapokban. 1917-ben katonaként szolgált az orosz fronton. Elbeszéléseinek témáit főként ekkor szerzett élményeiből merítette. 1917 és 1919 között a Déli Hírlap felelős szerkesztője volt. 1919-ben először Szegedre ment, majd márciusban Bécsben csatlakozott Bethlen István Tanácsköztársaság elleni szervezkedéséhez. 1919-ben a kormányt támogatta írásaival. 1921-től A Reggel című hetente megjelenő liberális szellemű politikai lap alapító főszerkesztő-tulajdonosa volt. Az 1920-as évek második felében és az 1930-as években bekapcsolódott a politika életbe. 1925-ben a demokratikus blokk listáján a székesfővárosi törvényhatósági bizottság tagjává választották. 1930 és 1936 között pártonkívüliként a Tokaji kerület országgyűlési képviselője volt és ebbéli minőségében kezdeményezője az azóta is megrendezésre kerülő Tokaji Szüreti Napoknak. Munkatársa volt a Magyar városok monográfiája sorozat szerkesztőségének. Műveit németre és angolra fordították. 1948-ban elhagyta az országot, az Egyesült Államokban telepedett le. A Szabad Európa Rádió megalakulása után annak New York-i munkatársa lett. 1954 novembere és 1957 között a müncheni szerkesztőségben dolgozott. 1952 és 1954 az Amerikai Magyarság című lapot szerkesztette. Halála előtt Ausztriába költözött és Baden bei Wienben hunyt el.
Házastársa Radó Kornélia volt, Radó Izrael és Hoffmann Berta lánya, akivel 1915. december 31-én Budapesten, a Józsefvárosban kötött házasságot.

## Művei
- Varieté (1914)
- Fronton (1915)
- Magyarok dalolnak (1916)
- A magyar háború (1933)